# Carl Schneiders
Ne pas confondre avec Carl Schneider (1891-1946), un médecin nazi.
Carl Schneiders, né le 19 février 1905 à Aix-la-Chapelle, est un artiste peintre allemand.

## Biographie
Carl Schneiders était le fils du célèbre architecte aixois Albert Schneiders, qui, entre autres, Mies van der Rohe, était apprenti.  Après sa formation au Bauhaus de Weimar et ses études à l'Université des Beaux-Arts et des Arts appliqués de Berlin, Schneiders travaille à l'Académie prussienne des arts de Berlin (atelier de maître) à partir de 1929.  Il séjourne également à la Villa Massimo à Rome en 1936/1937.
Les professeurs de Schneider comprenaient :  Paul Klee, Wassily Kandinsky et surtout Karl Hofer.  Sa peinture a toujours été figurative ; il a trouvé ses principaux motifs dans sa région natale d'Aix-la-Chapelle, dans et autour de Trèves, sur le Bas-Rhin et généralement au bord de la mer.  Des structures « tectoniques » claires, des couleurs plutôt conviviales et un calme confiant caractérisent ses œuvres.  Il a reçu plusieurs prix, dont le prix Albrecht Dürer de la ville de Nuremberg.  Il put participer à au moins cinquante expositions entre 1933 et 1943.[1]  Cependant, certaines de ses œuvres furent considérées comme « dégénérées » par les nazis et, en 1937, trois d'entre elles furent confisquées des collections publiques dans le cadre de la campagne « Art dégénéré ».[2]
Pendant la Seconde Guerre mondiale, Schneiders fut déployé comme cartographe sur le front de l'Est, où il fut fait prisonnier par les Soviétiques en 1942.  Après sa libération en 1946, il reprend d'abord la peinture à Trèves et retourne à Aix-la-Chapelle en 1948.
Dans les années 1950, Schneiders joue un rôle clé dans la reconstruction de la Werkkunstschule d'Aix-la-Chapelle, où il est également engagé comme professeur de peinture et de dessin.  En 1953, il rejoint la Coopérative des Artistes de Munich.  En 1959, il obtient également un poste d'enseignant de dessin à main levée à la Rheinisch-Westfälische Technische Hochschule Aachen (RWTH Aachen), qui le nomme professeur honoraire en 1964.  Au cours de ces années, Schneiders a participé à de nombreuses expositions, dont les quadriennales de Rome et de Milan, la « Grande Exposition d'art de Munich » et, comme la seule d'Aix-la-Chapelle, les expositions d'hiver de Düsseldorf.  En septembre 2005, à l'occasion de son 100e anniversaire, une exposition complète à titre posthume a eu lieu au musée « Art from NRW » de la Chancellerie d'État de NRW à Kornelimünster près d'Aix-la-Chapelle.
En outre, Schneiders était également politiquement actif dans sa ville natale et a siégé pour le SPD au conseil municipal et à la commission culturelle de 1969 à 1972[3].
Carl Schneiders a trouvé sa dernière demeure à l'Ostfriedhof d'Aix-la-Chapelle.  Son domaine artistique se trouve dans les archives rhénanes des domaines des artistes à Bonn.[4]